# Ледины (Дятловский район)
Леди́ны (бел. Лядзіны) — деревня в Войневичском сельсовете Дятловского района Гродненской области Белоруссии. Согласно переписи населения 2009 года в Лединах проживал 91 человек. Площадь сельского населённого пункта составляет 92 га, протяжённость границ — 9,04 км.

## География
Ледины расположены в 27 км к юго-востоку от Дятлово, 174,5 км от Гродно, 13,5 км от железнодорожной станции Выгода.

## История
Согласно переписи населения 1897 года Ледины — деревня в Роготненской волости Слонимского уезда Гродненской губернии (68 домов, 407 жителей). В 1905 году в Лединах проживало 400 человек. Рядом размещалась усадьба — 11 жителей.
В 1921—1939 годах Ледины находились в составе межвоенной Польской Республики. В этот период деревня относилась к сельской гмине Роготно Слонимского повята Новогрудского воеводства. В 1923 году в Лединах имелось 67 хозяйств, проживало 338 человек. Рядом находился фольварк (3 хозяйства, 25 жителей). В сентябре 1939 года Ледины вошли в состав БССР.
В 1996 году Ледины входили в состав Роготновского сельсовета и колхоза «Горка». В деревне насчитывалось 76 хозяйств, проживало 167 человек.
21 декабря 2009 года деревня была передана из Роготновского в Войневичский сельсовет.